# 시아모티란누스

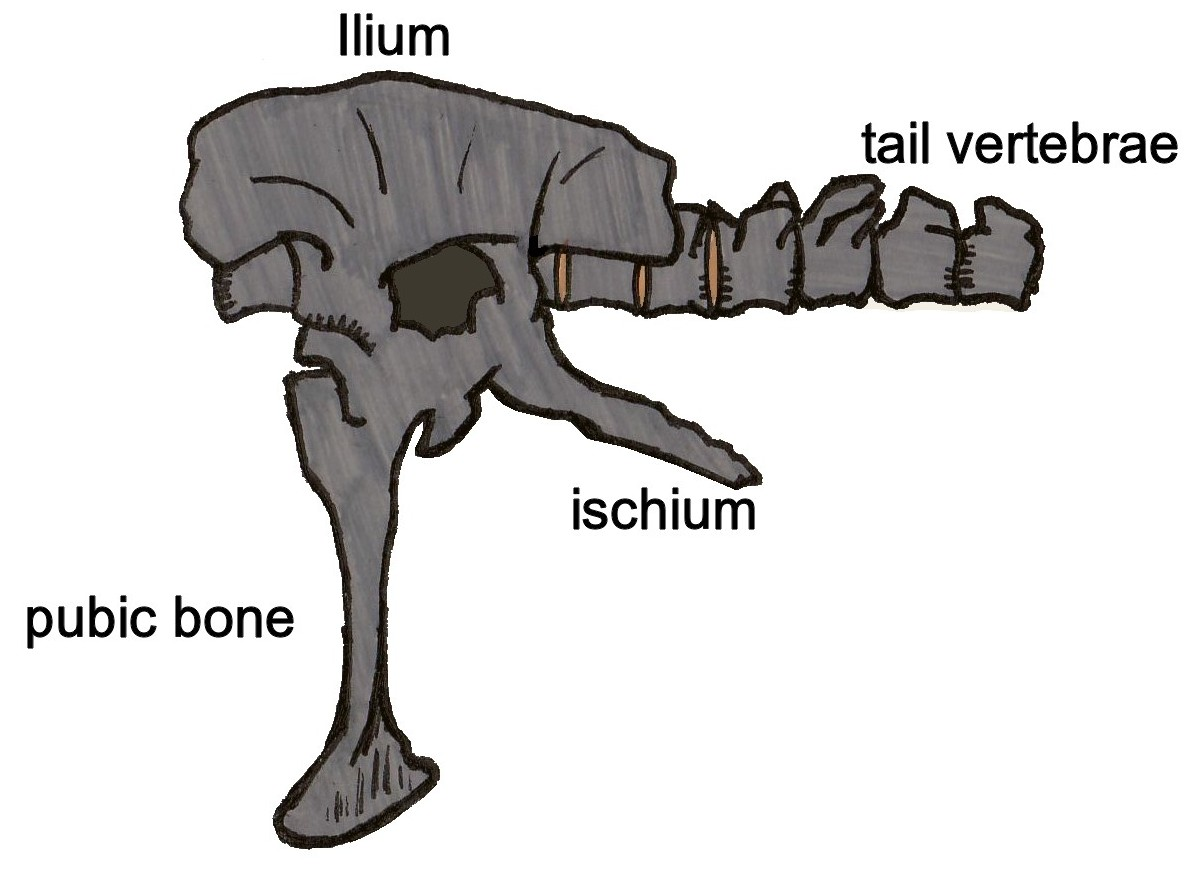

시아모티란누스(Siamotyrannus)는 백악기 전기, 태국의 최상위 포식자였다.